# Jugovo Polje
Jugovo Polje je naselje u općini Suhopolje, u Virovitičko-podravskoj županiji. 

## Gospodarstvo
Gospodarstvo Jugovog Polja se zasniva na uzgoju poljoprivrednih kutura, posebno duhana te te različitih žitarica. U naselju se nalazi i jedan trgovački obrt s mješovitom robom.

## Stanovništvo
Prema popisu stanovnišva iz 2001. godine, Jugovo Polje ima 309 stanovnika raspoređenih u 87 domaćinstava. Cijelo stanovništvo naselja vuče korijen od doseljenika koji su iz prigorskih i nešto zagorskih krajeva doselili neposredno prije, za vrijeme i nakon drugog svjetskog rata.
| broj stanovnika |       | 120   | 135   | 184   | 178   | 246   | 247   | 357   | 556   | 596   | 604   | 585   | 543   | 469   | 309   | 319   | 267   |
|                 | 1857. | 1869. | 1880. | 1890. | 1900. | 1910. | 1921. | 1931. | 1948. | 1953. | 1961. | 1971. | 1981. | 1991. | 2001. | 2011. | 2021. |

## Kultura
Selo Jugovo Polje dugi niz godina nije imalo nikakvog vjerskog obilježja. Stoga je 1995. položen kamen temeljac za izgradnju kapelice. Kapelica je izgrađena i posvećena Svetom Petru i Pavlu.

## Sport
Nogometni klub "Plavi" iz Jugovog Polja osnovan je 1978. godine, međutim tijekom vremena nekoliko se puta ugasio i ponovno pokretao. Obnavljanju kluba pristupilo se u proljeće 2015. godine kada je na izvanrednoj izbornoj skupštini kluba izabrana nova uprava na čelu s predsjednikom Marijanom Cafutom. Nakon toga pristupilo se uređenju igrališta, okoliša kao i službenih prostorija kluba.  Klub se stabilizirao u II. Županijskoj nogometnoj ligi Virovitičko-podravske županije. 

## Vanjske poveznice
- Stranica župe Cabuna  Arhivirana inačica izvorne stranice od 13. kolovoza 2020. (Wayback Machine)